# Laboratorios Roemmers
Laboratorios Roemmers es una compañía de Argentina dedicada a la industria farmacéutica, fundada en 1921 por Alberto Roemmers. Desarrolla, elabora y comercializa especialidades medicinales para la salud humana. La empresa cuenta con plantas en México, Brasil, Colombia y Venezuela.

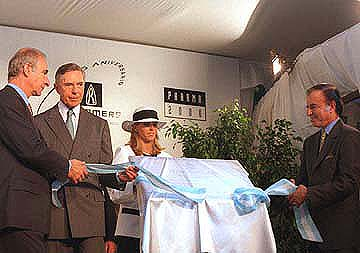
El presidente Carlos Menem dejó inaugurada la nueva planta farmacéutica del laboratorio Roemmers.

## Historia
Alberto J. Roemmers emigró desde Alemania hacia Argentina a temprana edad. En 1921 fundó el laboratorio.  Roemmers comenzó la expansión internacional en los años 60.
En abril del 2018, Alberto Roemmers, hijo  una de las ocho mayores fortunas argentinas según Forbes, vendió su participación del 50% en Mega Pharma, con sede en Uruguay que concentra las operaciones de la marca Roemmers fuera de Argentina.